# Brandon Barash
Brandon Joseph Barash (St. Louis, Missouri, 4 de octubre de 1979) es un actor estadounidense, conocido por haber interpretado a Johnny Zacchara en la serie General Hospital.

## Biografía
Es hijo de Jerry L. Barash y Susan Gale, tiene dos hermanos Jordan B. Barash y Alison L. Barash. Sus padres se divorciaron y su padre se casó con Karen M. Barash.
Se graduó del "Memorial High School" en Houston, Texas en 1998.
Brandon salió con la actriz canadiense Natalie Hall, la pareja se comprometió en el 2011, pero más tarde se separaron.
En junio de 2013 se casó con la actriz Kirsten Storms. La pareja anunció que estaban esperando a su primera hija. Harper Rose Barash nació el 7 de enero de 2014. En 2016, después de dos años y medio de matrimonio, anunciaron que se habían separado y estaban en proceso de divorcio.
En mayo de 2023 anunció que su actual esposa, Isabella Devoto, estaba embarazada. Su hijo Joaquin nació en octubre de 2023.

## Carrera
Brandon toca en la banda de rock "Port Chuck" junto a los actores Steve Burton, Scott Reeves y Bradford Anderson.
En 2002 apareció como invitado en varios episodios de la popular serie Gilmore Girls donde interpretó a Jamie, el primer novio de Paris Geller (Liza Weil), hasta el 2004.
En el 2005 dio vida a Brandon, un oficial de inteligencia de la CTU en dos episodios de la exitosa y popular serie 24.
En 2006 apareció en la serie NCIS donde interpretó al exoficial de la marina Derrick Paulson, un marine que es condenado erróneamente por robo y asesinato, luego de que el marinero Mickey Stokes lo inculpara durante el episodio "Escaped".
El 18 de septiembre del 2007 se unió al elenco principal de la exitosa serie Days of Our Lives donde interpretó a Johnny Zacchara, el hijo de Claudia Zacchara (Sarah Brown) y Gino Soleito, hasta el 26 de enero del 2016 después de que su personaje fuera arrestado y sentenciado a 20 años en la prisión de Pentonville por sus crímenes, entre ellos los asesinatos de su abuelo Anthony Zacchara, Cole Thornhart y de Hope Manning-Thornhart.
En el 2014 se unió al elenco recurrente de la serie Major Crimes donde interpretó al detective Robby Oderno, hasta el 2016.
En el 2015 apareció como invitado en la serie CSI: Cyber donde interpretó a Stephen Christos en el episodio "Bit by Bit".

## Filmografía

### Series de televisión
| Año       | Título              | Personaje         | Notas                             |
| --------- | ------------------- | ----------------- | --------------------------------- |
| 2002-2004 | Gilmore Girls       | Jamie             | 3 episodios                       |
| 2003      | The West Wing       | Bret              | episodio "Shutdown"               |
| 2003      | Threat Matrix       | Marino            | episodio "Doctor Germ"            |
| 2005      | 24                  | Brandon           | 2 episodios                       |
| 2006      | NCIS                | Derrick Paulson   | episodio "Escaped"                |
| 2007      | Tell Me You Love Me | Frank             | episodio # 1.3                    |
| 2007-2016 | General Hospital    | Johnny Zacchara   | 802 episodios                     |
| 2013      | Bones               | Storm             | episodio "The Party in the Pants" |
| 2014      | Kingdom             | Barfly            | episodio "Piece of Plastic"       |
| 2014-2016 | Major Crimes        | Det. Robby Oderno | 6 episodios                       |
| 2015      | CSI: Cyber          | Stephen Christos  | episodio "Bit by Bit"             |

### Películas
| Año  | Título                               | Personaje      | Notas                                                                                                |
| ---- | ------------------------------------ | -------------- | --- |
| 2005 | Crash Landing                        | Roger          | junto a Antonio Sabato Jr., Michael Paré, Brianne Davis, Kevin Dobson, Rene Rivera y Mercedes Colon  |
| 2015 | The Unauthorized Melrose Place Story | Thomas Calabro | junto a Joseph John Coleman, Brendan Beiser, Peter Benson, Ryan Bruce, Dan Castellaneta y Ali Cobrin |
| 2017 | Stolen from the Cradle               | Ray            | junto a Amanda Clayton, Patrika Darbo, Rachel York, Laura Wiggins, Pamela Roylance y Tyler Johnson   |

### Productor
| Año  | Título            | Notas                      |
| ---- | ----------------- | -------------------------- |
| 2014 | The Mourning Hour | corto - productor asociado |

### Apariciones
| Año  | Programa | Notas                               |
| ---- | -------- | ----------------------------------- |
| 2009 | Catch 21 | episodio "Soap Stars" - concursante |

## Premios y nominaciones
| Año  | Categoría                        | Premio              | Serie            | Resultado |
| ---- | -------------------------------- | ------------------- | ---------------- | --------- |
| 2012 | Supporting Actor - Daytime Drama | Gold Derby TV Award | General Hospital | Nominado  |